# Робель, Роман Иванович
Роман Иванович Робель — советский хозяйственный, государственный и политический деятель.

## Биография
Родился в 1905 году. Член КПСС.
Окончил ЛИИЖТ.
В 1940 — начальник службы движения Октябрьской железной дороги.
В 1944—1953 — заместитель начальника, начальник Управления движения МПС СССР.
В 1953—1954 — начальник Главного управления учебными заведениями МПС СССР.
В 1954—1957 — заместитель министра путей сообщения СССР.
В 1957—1962 — заместитель председателя Международного Комитета по железнодорожному транспорту организации содружества железных дорог социалистических стран.
В 1962—1975 — проректор по научной работе, ректор ВЗИИТ.
Жил в Москве.

## Награды
- Орден Отечественной войны I степени
- Орден Трудового Красного Знамени
- Орден Знак Почёта (1940, 1966)